# Les Quatre Âmes du coyote
Pour plus de détails, voir Fiche technique et Distribution.
Les Quatre Âmes du coyote (en hongrois : Kojot négy lelke) est un film d'animation hongrois réalisé par Áron Gauder et sorti en 2023.

## Synopsis
Les jeunes Amérindiens sont confrontés à la construction d'un pipeline pétrolier sur leur terre ancestrale, située en pente descendante. Le grand-père se remémore l'histoire de la Création, soulignant l'importance pour chacun de nous de trouver sa place au sein du vaste cycle de la vie de toutes les créatures.

## Fiche technique
- Titre original en hongrois : Kojot négy lelke
- Réalisation : Áron Gauder
- Scénario : Áron Gauder et Géza Bereményi
- Animation : Zsolt Baumgartner
- Décors :
- Montage : Áron Gauder
- Musique : Ulali, Joanne Shenandoah, Mariee Siou et Northern Cree
- Production : Réka Temple
  - Coproduction : Joyce Boll
- Société de production : Cinemon Entertainment
- Société de distribution : Eurozoom (France)
- Pays de production :  Hongrie
- Langue originale : anglais
- Format : couleur — 2,35:1
- Genre : Animation
- Durée : 103 minutes
- Dates de sortie :
  - Hongrie : 16 mars 2023
  - Chine : 10 juin 2023 (Shanghaï)
  - France : 12 juin 2023 (Festival international du film d'animation d'Annecy 2023), 15 mai 2024 (sortie nationale)

## Distribution
- Fred Tatasciore : l'ours, le capitaine, l'avocat, l'antilope et l'opossum
- Bill Farmer : le canard et le raton-laveur
- Karin Anglin : Gloria
- Lorne Cardinal : le grand-père et le vieux créateur
- Clé Bennett : le bison, le commandant et le loup
- John Eric Bentley : l'éclair, le lion de la montagne et le petit-fils
- David Mattle : Hoksila
- Lily Rose Silver : Wichincala

## Distinctions
- Festival international du film d'animation d'Annecy 2023 : Prix du jury[1] pour un long métrage